# Osiedle mieszkaniowe Tarnogaj we Wrocławiu

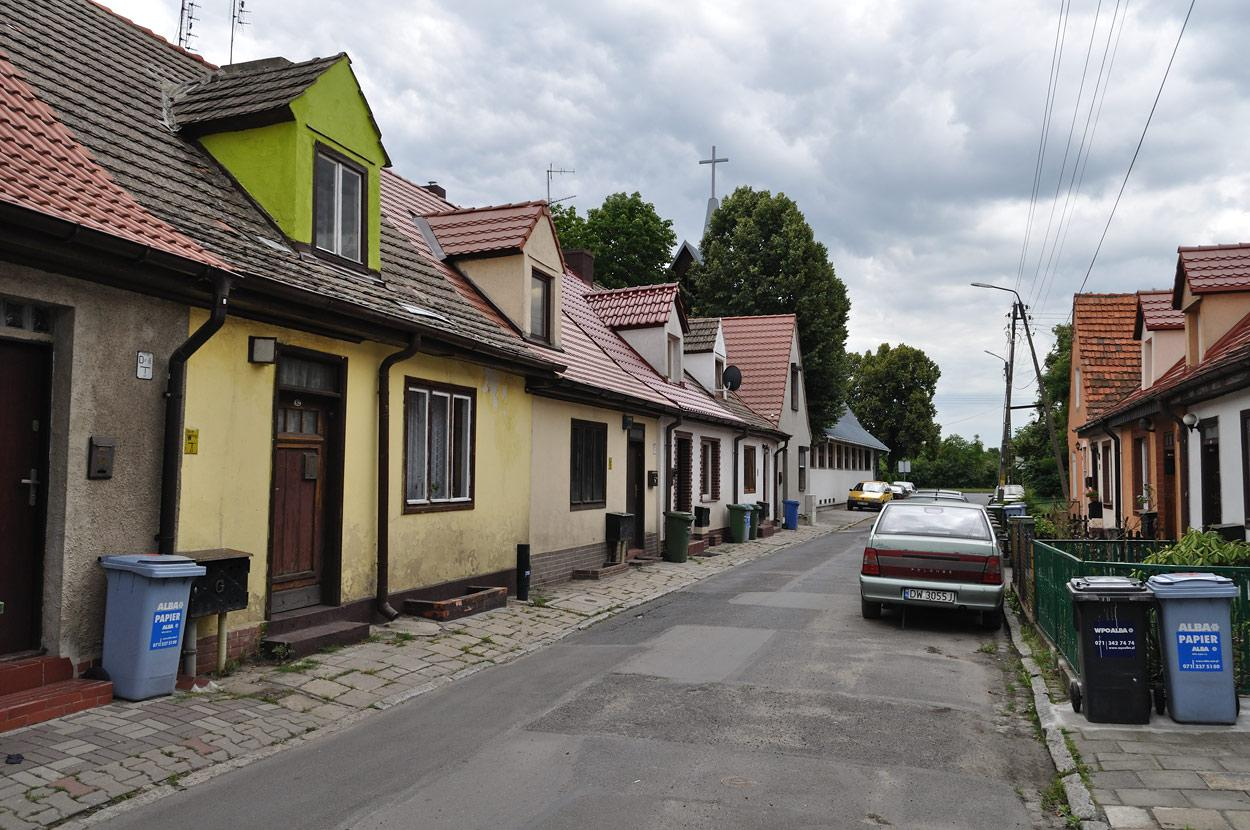

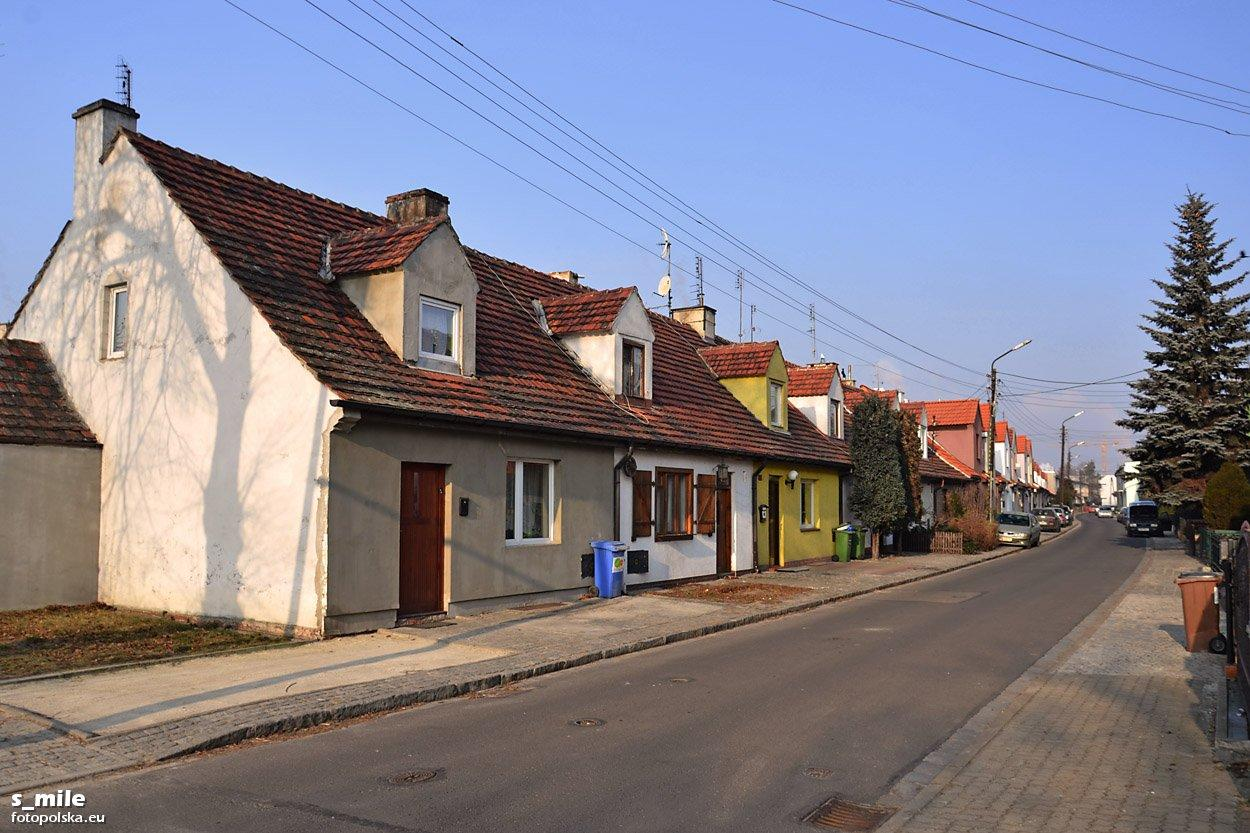

Osiedle mieszkaniowe Tarnogaj we Wrocławiu (niem. Wohnsiedlung Dürrgoy) – zespół jedno- i wielorodzinnych domów mieszkalnych na osiedlu Tarnogaj we Wrocławiu.

## Położenie
Granice tego zespołu mieszkalnego wyznaczają ulice: Gazowa od południa, Ziębicka od zachodu, ks. Czesława Klimasa od północy i Tarnogajska od wschodu, całość mieści się w granicach administracyjnych osiedla o tej samej nazwie. Obszar zespołu domów ma kształt prostokąta o powierzchni 11 ha i podzielony jest trzema równoległymi ulicami, kolejno od wschodu: Kamieniecką, Złotostocką i Ząbkowicką. W zamyśle projektantów zespół miał mieć wygląd kolonii domków jednorodzinnych z ogródkami, otoczonych parawanem wyższej zabudowy.

## Historia

### Pierwsze plany budowy osiedla 1904-1905
Wieś Tarnogaj (niem. Dürrgoy) została przyłączona do Wrocławia w roku 1904, już w następnym roku rozpoczęto budowę nowej gazowni na jej południowych obrzeżach. W momencie przyłączania do miasta znajdowało się tu zaledwie kilkanaście domów wiejskich, aby zapewnić dogodne warunki przyszłym pracownikom budowanej gazowni, podjęto decyzję o budowie osiedla domów mieszkalnych przeznaczonych specjalnie dla nich. Pierwsze plany budowy osiedla zakładały powstanie zespołu domów w pobliżu u zbiegu ulic Gazowej i Tarnogajskiej, ostatecznie powstały tylko dwa domy czteropiętrowe przeznaczone dla pracowników administracyjnych.

### Budowa osiedla 1919-1937
Do planów budowy osiedla powrócono po zakończeniu I wojny światowej, oprócz gminy inwestorami były spółdzielnie mieszkaniowe oraz prywatni właściciele. W roku 1919 ruszyły prace przy budowie szeregów domków jednorodzinnych przy ulicach Kamienieckiej i Ząbkowickiej, według projektu radcy budowlanego Paula Schreibera. Wybudowano łącznie 140 domków w dwóch szeregach, zapełniających całą szerokość ulicy Kamienieckiej i Ząbkowickiej. Były to domy jednokondygnacyjne z mieszkalnym poddaszem i lukarną od strony ulicy, od strony ogrodu dwa sąsiadujące ze sobą domy posiadały skrzydło gospodarcze (obórkę).
Kolejnym etapem zabudowy osiedla była realizacja, w roku  1920 siedmiu dwukondygnacyjnych domów wielorodzinnych z wysokim dachem, przy ulicy Gazowej, sześciu drewnianych i jednego murowanego o jednakowej bryle. Projektantem tych domów był również radca Schreiber.
Trzecim etapem była budowa, w latach 1928-31, ciągu domów w wielorodzinnych przy ulicy Tarnogajskiej, według projektu Augusta Wilhelma Hogreve. Były to kamienice trzykondygnacyjne z wysokim dachem, jedynie dwie skrajne kamienice posiadały jedną kondygnację więcej i płaski dach. Mieszkania w tych domach miały przeważnie dwa pokoje oraz osobną kuchnię i łazienkę, ich powierzchnia wynosiła od 42 do 73 m².
W latach 1930-31 ulica Złotostocka została zabudowana czterema szeregami dwukondygnacyjnych domów z czerwonej cegły, z płaskim dachem. Autorem projektu tych domów był architekt Hans Thomas, był on zwycięzcą ogłoszonego przez miasto konkursu na najmniejsze mieszkanie najprostszego typu. Mieszkania w tych domach miały powierzchnie od 31 do 52 m², obok domów znajdowały się budynki gospodarcze mieszczące. wspólne łaźnie i pralnie. Inwestorem była spółdzielnia Siedlungsgeselschaft Breslau AG.
Ostatnim zrealizowanym etapem zabudowy były bloki mieszkalne przy ulicy ks.Czesława Klimasa, wybudowane według projektu Friedricha Zahna w roku 1937. Były to kamienice trzykondygnacyjne z wysokim dachem.

### Zniszczenia wojenne i zabudowa po roku 1945
W roku 1945 osiedle zostało zniszczone w 30%, w latach powojennych ubytki w zabudowie stopniowo uzupełniano budynkami które nie zawsze pasowały swoją bryłą do pierwotnych założeń osiedla.